# Actizera lucida
Actizera lucida là một loài bướm ngày thuộc họ Lycaenidae. Nó được tìm thấy ở miền đông và miền nam Châu Phi tới Kenya. Nó cũng có ở Madagascar. In South Africa Loài này phân bố ởfrom the West Cape to the Orange Free State, KwaZulu-Natal, Gauteng, Mpumalanga, the Limpopo Province and the North West Province.
Sải cánh dài 15–23 mm đối với con đực và 17–25 mm đối với con cái. Con trưởng thành bay quanh năm, but are more common vào mùa hè.
Ấu trùng ăn Oxalis, Argyrolobium, Rhynchosia và Crotolaria lanceolata.